# Piñas
Piñas, también conocida como La Merced de Piñas, es una ciudad ecuatoriana; cabecera del cantón homónimo y la séptima urbe más poblada de la Provincia de El Oro. Se localiza al sur de la región litoral ecuatoriana,  en los flancos externos de la cordillera occidental de los Andes, atravesada por el río Piñas, a una altitud de 1025 m s. n. m. y con un clima tropical de 21 °C en promedio. 
Es llamada «Orquídea de los Andes», debido a la gran variedad de orquídeas encontradas en esta zona. En el censo de 2022 tenía una población de 18 482 habitantes, siendo la sexagésima octava ciudad más poblada del país. Sus orígenes datan del inicios del siglo XIX, pero es a mediados del siglo XX, debido a la producción minera, cuando presenta un crecimiento demográfico significativo, consolidándola como el principal núcleo urbano del sureste de la provincia. Es uno de los más importantes centros administrativos, económicos, financieros y comerciales del sur de El Oro. Las actividades principales de la ciudad son la minería, el agricultura y la ganadería.

## Historia
Según relatos populares, el español Juan de Loayza habría fundado la población de Piñas entre los años 1815 - 1816 tras haber sido enviado por el Gobierno de España con el encargo de estudiar las minas de la zona. Se cuenta que, al llegar, estableció una población junto a su familia y amigos, y le dio el nombre de "Las Piñas", en alusión al supuesto lugar de su nacimiento en España. 
No obstante, estudios más rigurosos han señalado que no existe ninguna localidad con ese nombre en el territorio español, no obstante se cree que se podría hacer alusión a un pueblo de Valladolid, Piña de Esgueva, aunque estos datos no están confirmados ni documentados oficialmente. Por ello, es necesario rectificar y matizar esta versión tradicional , considerando otras investigaciones que arrojan luz sobre el verdadero origen de la comunidad.
Diversos estudios coinciden en que Piñas no surgió como un asentamiento fundado por un enviado del Imperio Español, sino como un punto estratégico de comercio, al que comenzaron a llegar migrantes de distintos sectores del país, especialmente desde las provincias del sur. Con el tiempo, este enclave fue consolidándose como un centro poblado de importancia en la región andina de El Oro.
Uno de los aportes más valiosos a la reconstrucción histórica de Piñas proviene de la obra Retablo de la Historia, Huella Documental, del historiador piñasiense Servio Moscoso Molina, quien revisó documentos originales y desmitificó la versión fundacional tradicional. Según sus hallazgos, el personaje vinculado a los estudios mineros en la zona no se llamaba Juan de Loayza, sino José Martínez de Loayza, quien habría arribado al sector como funcionario técnico para evaluar el potencial minero de la región.
Si bien no tuvo un rol directo en la fundación formal del asentamiento, existen indicios de que Loayza habría recibido concesiones mineras o alguna comisión vinculada a la explotación aurífera en la zona, lo que explicaría su presencia prolongada en el territorio y su posible interés en establecer un campamento o núcleo poblacional que facilitara el acceso a los recursos. Su figura, más que la de un fundador en sentido clásico, podría entenderse como la de un terrateniente y agente económico, cuyas acciones habrían favorecido indirectamente el desarrollo de lo que hoy es la ciudad de Piñas.
Es posible que por esto este personaje terrateniente o funcionario vinculado a los intereses económicos de la corona haya incorporado su apellido al imaginario fundacional de Piñas, sin intentar menospreciar su gran influencia de lo que es hoy en día Piñas, así viéndolo como una cara visible de lo que podemos llamar "padre fundador de piñas" indirectamente de la actual ciudad de Piñas.
Las narraciones orales de antiguos habitantes sostienen que el primer asentamiento urbano se encontraba al norte de la ciudad actual, sobre una elevación cercana a la actual carretera Panamericana, y que se extendía por el antiguo camino de herradura que comunicaba Piñas con los sectores de Calera Grande, Calera Chica, Ayapamba y otros caseríos.
Aún hoy, se conservan vestigios arqueológicos y topográficos de aquel primer núcleo: hacia el pie del antiguo cementerio, sobre una pequeña planicie, puede apreciarse el trazado de lo que habría sido la primera plaza pública de la población, en cuyo entorno se estableció posteriormente el primer cementerio de Piñas.
Piñas en 1822 era un barrio de la parroquia Paccha, junto con Buza, Calera y Piedra Blanca; antes había sido un barrio del cantón Zaruma, según consta en las actas municipales de ese cantón. Para 1845 se solicita se eleve a la categoría de parroquia, la municipalidad de Zaruma aceptando la petición solicita al Congreso Nacional que se decrete la parroquialización de Piñas. En 1846 se insiste en la parroquialización; teniendo el 21 de octubre la categoría de viceparroquia, integrada por el barrio de Calera.
En 1862 se solicita nuevamente la parroquialización de la población de Piñas al Consejo Municipal de Zaruma, y el 30 de agosto de 1869 se eleva a parroquia civil con el nombre de Merced de Las Piñas, perteneciendo al cantón Zaruma, Provincia de El Oro; teniendo como barrios: Capiro, La Cría, Piedra Blanca, Calera, Chilchil, Piñas y Moromoro.
En la Revolución liberal de Ecuador del 5 de junio de 1895 la población de Piñas en situación de hecho, se establece como cantón; teniendo como jefe político, Manuel Ingnacio Moscoso; concejales, Dr. Juan José Loayza, Daniel Loayza y Juan Manuel Zambrano; Secretario, Manuel Ignacio Romero; Escribano, Losé María Zambrano; Alcaldes, Anastasio Gallardo y José Romero; Comisario, Flavio Feijoo; Teniente Político, José María Zambrano Loayza. Con la finalidad de consolidar la situación enviaron un oficio el 19 de julio, y obteniendo respuesta el 30 de septiembre, reconociendo al cantón para que subsista hasta que se reúna la Convención Nacional, y sea esta la que apruebe su subsistencia. Una vez que se reunió la Convención Nacional en Cuenca en 1897, la convención negó el derecho de ser cantón y Piñas volvió a ser parroquia.
Luego de las asambleas de 1928 y 1929, el Dr. Juan María Loayza vuelve a insistir en la cantonización y se presenta un proyecto, elevando a la parroquia de Piñas a la categoría de Cantón, con el nombre de Córdova, en reconocimiento al Gral. José María Córdova, uno de los héroes de la Batalla del Pichincha que consolidó nuestra independencia; este nuevo proyecto tampoco se realizó, pero esto no consiguió amilanar a los piñasienses y la lucha continuó con nuevos bríos, hasta que por fin el 6 de noviembre de 1940, el Congreso aprueba la creación del cantón Piñas y, el 8 de noviembre, el presidente de la República firma el ejecútese y Piñas se convierte en el quinto cantón de esa época en la Provincia de El Oro, con la naciente ciudad de Piñas como cabecera cantonal. El 1 de enero de 1941, el Concejo Municipal inicia sus labores.

Art. 1 Crease en la provincia de El Oro, el cantón Piñas integrado por las Parroquias Piñas y Ambrosio Maldonado y, de los demás que el municipio eligió de los caseríos Capiro,   desmembrándolo de la parroquia Ambrosio Maldonado y Moromoro que sigue perteneciendo a la parroquia Piñas, dentro de los linderos naturales y reconocida por dichos caseríos.
La cabecera del cantón será la población de Piñas.
El territorio del cantón Piñas, será el de las parroquias Piñas y Ambrosio Maldonado, con sus linderos reconocidos por los cantones de Zaruma y Santa Rosa.

Art. 2 Desde la vigencia del presente decreto la contraloría general de la nación, procederá a efectuar la liquidación de fondos de las parroquias Piñas y Maldonado que se encontraren a cargo del cantón Zaruma debiendo entregar los haberes que correspondan al Municipio de Piñas.

Art.3  La elección de todos los concejales de este cantón se verificara por solo está vez en los días 15 y 16 de diciembre próximo y respectivo consejo se inaugurara el 1 de enero de 1941.

Art. 4 Quedan reformados los artículos pertinentes de la ley de división territorial así como los de otras leyes y decretos relacionados con la materia de esta ley.
Dado  en Quito, capital de la República a 6 de noviembre de 1940 y publicado en el Registro Oficial el 8 de noviembre de 1940.

## Geografía
Piñas se encuentra ubicada en la parte alta de la Provincia de El Oro, en las estribaciones occidentales de la Cadena Montañosa Andina. Las coordenadas de la ciudad son 3°40′50.58″S 79°40′51.77″O / -3.6807167, -79.6810472. Se encuentra ubicada al noroeste del cantón Piñas: a menos de media hora de Zaruma y Portovelo, ciudades más cercanas a menos de 14 km; y a menos de hora y media de la capital de la provincia, Machala.

## Turismo
La ciudad de Piñas recibe la visita de muchos turistas, por su diversidad natural, sus fiestas son muy reconocidas a nivel nacional. Además sirve de parada para visitar otros puntos turísticos del cantón como son los diversos sectores rurales, así como los cantones vecinos en la Parte Alta de la provincia de El Oro.
Piñas en su infraestructura cuenta con una mezcla de colonialismo en algunas viviendas frente a la modernidad de sus edificaciones, combinando hermosas edificaciones hechas de madera, y otras de hormigón. Desde la entrada a la ciudad se aprecia una estupenda vista entre las montañas. Uno de los principales puntos de reunión es el parque central, bajo él se encuentra una zona comercial, a un lado del parque se puede apreciar la Iglesia Matriz (católica), y a otro lado el edificio del Gobierno Municipal, ambas estructuras emblemáticas de la ciudad y del cantón.
Uno de los deportes característicos de esta comunidad es el Rally «Ciudad de Piñas», además es parte del circuito «Vuelta a la República». Siendo así un referente deportivo automovilístico en donde grandes pilotos se han destacado y vienen desempeñando un gran aporte para esta actividad deportiva.
La comunidad piñasiense se caracteriza por un predominio de la religión católica, por tal motivo a las faldas del cerro Pata Grande encontramos el recorrido del Vía Crucis, pasando por las catorce estaciones que simbolizan el Calvario de Cristo hasta llegar a la cima de la montaña en donde se encuentra otro punto turístico, La Cruz de 20m de altura. Frente a esta montaña tenemos otro gran Monumento a la Paz en homenaje a la Virgen de la Merced, patrona de la ciudad; es un mirador de la ciudad ubicado en el sector norte de la misma. Además la ciudad cuenta con una Galería arqueológica y de arte autóctono, un museo, orquideario, taller de arte con esculturas trabajadas a mano en madera como: cedro, nogal y otras.
En los barrios periféricos además se encuentra moliendas de caña de azúcar, petroglíficos, otros miradores como el de La Piedra(por la gran piedra que se divisa desde la ciudad) y a pocos metros el monumento de la Virgen de la Merced, atractivo turístico de la ciudad. 
El carácter comercial se puede percibir en sus principales calles, y con el crecimiento de la misma cada vez se incrementa la productividad, emprendimiento y comercio, lo cual siempre ha sido muy característico de esta población.
Dentro de la ciudad se puede encontrar monumentos como: El Monumento a la Madre, El Monumento al Soldado, Monumento El Trapiche, y monumentos a distintos próceres de la ciudad. Su antiguo estadio es utilizado para eventos musicales, feria, entre otros.  Posee una gallera, conocida actividad de afición de muchos pobladores que desde antaño ha existido y aún se conserva. Además la piscina olímpica municipal. Cuenta con dos cementerios municipales, el antiguo adentrado en la zona urbana y el actual ubicado en la periferia, forman parte de las visitas turísticas.

### Eventos culturales
Se realizan a lo largo del año eventos como los carnavales, Semana Santa, y principalmente desde  los meses de septiembre, por las fiestas patronales en honor a la Virgen de la Merced, y desde octubre a  noviembre por las fiestas de cantonización, en donde se realizan desfiles con carros alegóricos, elecciones de reinas de distintas instituciones, agasajos (día de la madre, día del niño, Navidad), ferias mercantiles y de atracciones. 
Eventos musicales con artistas locales, nacionales e internacionales, así como actividades deportivas.
El mes de mayo, denominado el mes de María en homenaje a la madre de Jesús se efectúa una misa diaria a las 5am, recorriendo a pie algunas de las calles de la ciudad.
En el mes de septiembre llegan los llamados tendidos, que es una feria de tipo comercial en la que antes del 2012 ocupaban las calles de Piñas y ahora se ubican en el Recinto Ferial (antiguo estadio). Además llegan juegos de atracciones como: carros chocones, la rueda moscovita, carrusel, etc.

### Museos
El museo de propiedad del Lic. Rubén Torres dispone de una colección de artículos arqueológicos, algunos pertenecen a la prehistoria, a la civilización prehispánica de los cañarís, a las épocas colonial, independentista y de comienzos de la República. También se puede ver colecciones de numismática y filatélica, una discoteca, pinturas y esculturas, colección conjuntiva de raíces de árboles recolectadas de diversos sectores del cantón con formas y definiciones especiales. El mismo maneja un orquideario con tratamiento científico.

### Zonas comerciales

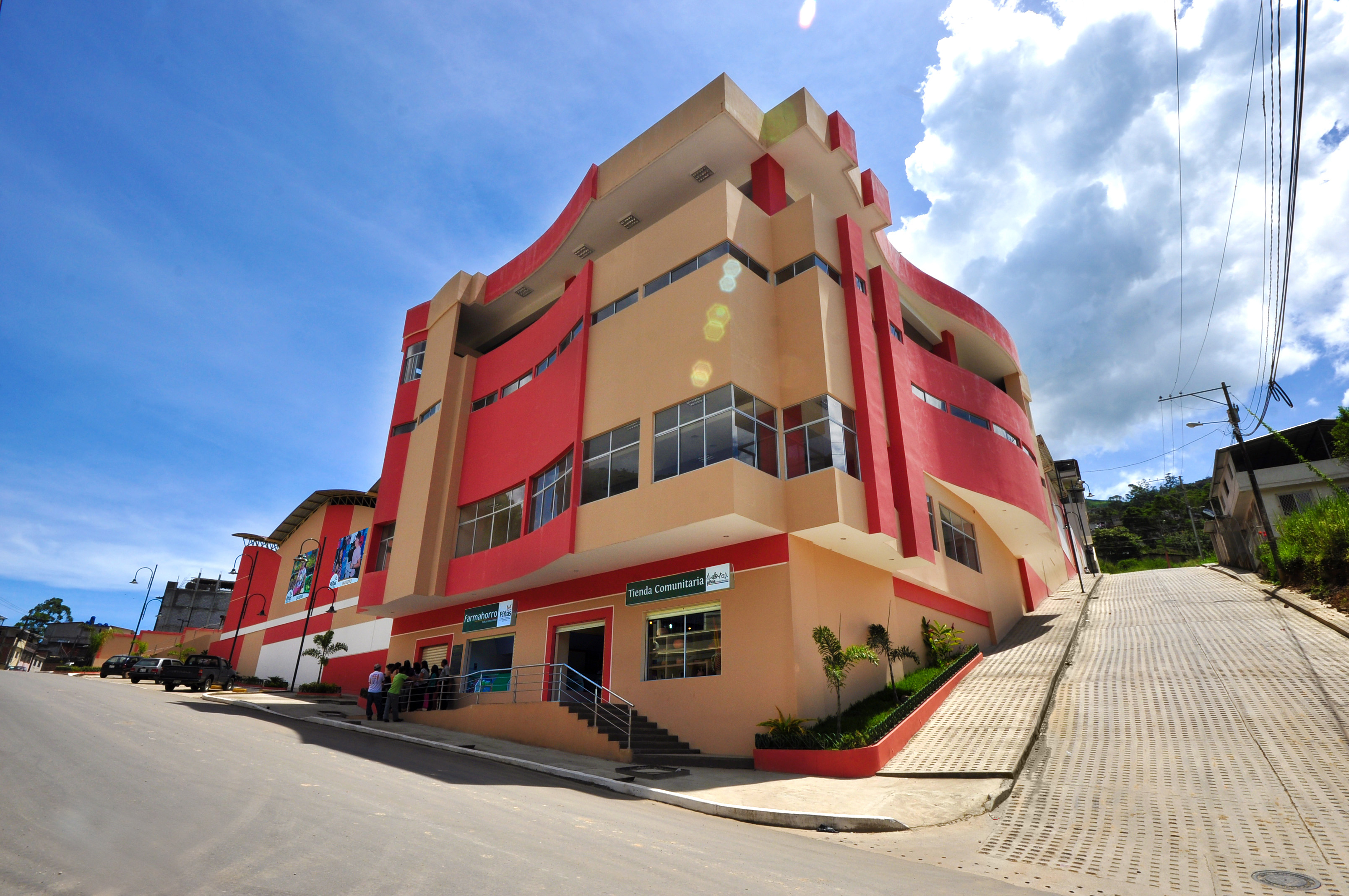
Mercado Centro Comercial Popular de Piñas, en éste local principalmente se encuentra productos de alimentación. Se encuentran quienes ubicaban sus puestos de venta en la calle Juan José Loayza y alrededores, con motivo de la feria en la que vendían sus productos los fines de semana.

En la calle Juan José Loayza se encontrará principalmente tiendas de alimentación, ya que en esta calle antes del 2012 se realizaba la feria libre, consistente en la venta de alimentos en puestos a lo largo de esta calle y sus aledañas; actualmente estos puestos se los reubicó en el nuevo local comercial que se encuentra en la ciudadela Orquídea Sur, al Sur de la ciudad, en la vía a la parroquia Capiro.
Cerca del parque central, en sus calles aledañas se encuentra locales de venta de ropa, calzado, muebles, bazares, alimentación.

### Fiestas locales
- Febrero - marzo Carnavales. Desfiles de carros alegóricos, programas artísticos, culturales.
- Semana Santa. Se realizan actos religiosos: misas en las iglesias y campales; vía crucis hacia La Pata Grande recorriendo las estaciones, o la caminata hacia la parroquia San Roque.
- 24 de septiembre, Fiestas Patronales.
- Octubre - noviembre. Eventos por las Fiestas de Piñas.
- 8 de noviembre. Fiesta de cantonización. Distintos programas artísticos, culturales, que finaliza con los bailes del reencuentro Piñasiense en las calles de la ciudad.

## Educación
Entre las instituciones educativas tenemos, al que en décadas pasadas se denominaba Jardín de Infantes Melva Ochoa de Proaño, el cual pasó a modificarse por Centro de Educación Inicial Melva Ochoa de Proaño, brindando el servicio educativo a niños de entre 3 a 5 años.
Además es importante mencionar que algunos Centro de Educación Inicial son parte de las instituciones educativas primarias, y son:
- Escuela de Educación General Básica Cristóbal Colón
- Escuela de Educación General Básica Dr. Federico González Suárez
- Escuela de Educación General Básica Dr. Gonzalo Abad Grijalva
- Escuela Fisco Misional de Educación Básica San José
- Escuela de Educación Básica Teresa Molina
- Escuela Fisco-misional de Educación General Básica Sagrado Corazón

La educación secundaria se imparte en dos instituciones educativas:
- Colegio de Bachillerato Leovigildo Loayza Loayza
- Colegio de Bachillerato Ocho de Noviembre (UEON)

Como centro urbano es sede de la mayoría y más importantes centros de educación del cantón, además acoge a estudiantes de cantones vecinos; y estudiantes de intercambio cultural (A.F.S) desde otros países, como es el caso del ITON.
También existe la Escuela de Educación Básica Especializada "Sor Eufemia Moscoso Zambrano" la cual imparte una educación especializada para niños, niñas y adolescentes con discapacidad.
La Educación Superior más del 50% de la población que culmina el bachillerato tienen que trasladarse a otras provincias para realizar la educación universitaria presencial; sin embargo, existen actualmente diversas instituciones que ofrecen el servicio de educación a distancia, educación en línea, contribuyendo así para que muchos de los estudiantes que no pueden viajar o vivir en otra provincia continúen con su preparación profesional.
En lo que respecta a educación superior, el cantón cuenta con el Instituto Superior Tecnológico Ocho de Noviembre, es una institución pública adscrita a la Secretaría de Educación Superior, Ciencia, Tecnología e Innovación (Senescyt) con código SNIESE 2027, que ofrece el título de tercer nivel tecnológico superior en Diseño de Modas. Actualmente, la duración de esta carrera rediseñada es de 4 semestres (2 años). https://www.ces.gob.ec/?page_id=5051&cod=2027&codp=1543

## Transporte

### Autobuses
Existen dos cooperativas ínter-provinciales de transporte de pasajeros, cubren principalmente rutas hacia cantones de la provincia y ciudades principales del Ecuador realizando distintas paradas durante su trayecto.
Están la Cooperativa TAC y la Cooperativa Ciudad de Piñas, siendo la primera la que mayor número de unidades dispone.

### Camionetas
Son camionetas doble cabina, que se encargan de cubrir rutas cortas como: dentro de la ciudad, hacia las distintas parroquias o cantones de la provincia. Son ampliamente utilizadas dadas sus características, puesto que muchos de los destinos a los que van, las vías con de lastre, tierra; siendo requeridas sobre todo en temporada de invierno, dada que la mayoría de ellas son tipo 4x4.

### Chivas
Son vehículos que tienen una cabina y tras esta se encuentra fabricada en metal y madera un espacio en el que existen bancas dispuestas una tras otra dejando salidas laterales y todas ellas cubiertas por un techo: en el cual se lleva equipaje y antiguamente más pasajeros. Sus destinos principalmente son hacia las parroquias de Piñas; forman parte del atractivo turístico del cantón.

### Taxis
Una cooperativa de taxis posee a varios de sus taxistas en varios puntos importantes de la ciudad como: sector cinco esquinas, hospital, bajos del palacio municipal.

## Medios de comunicación
La ciudad posee una red de comunicación en continuo desarrollo y modernización. En la ciudad se dispone de varios medios de comunicación como prensa escrita, radio, televisión, telefonía, Internet y mensajería postal.
- Telefonía: Si bien la telefonía fija se mantiene aún con un crecimiento periódico, esta ha sido desplazada muy notablemente por la telefonía celular, tanto por la enorme cobertura que ofrece y la fácil accesibilidad. Existen 3 operadoras de telefonía fija, CNT (pública), TVCABLE y Claro (privadas) y cuatro operadoras de telefonía celular, Movistar, Claro y Tuenti (privadas) y CNT (pública).
- Radio: En la localidad existe una gran cantidad de sistemas radiales de transmisión nacional y local, e incluso de provincias y cantones vecinos.
- Medios televisivos: La mayoría de canales son nacionales, aunque se ha incluido canales locales recientemente.

## Deporte
La Liga Deportiva Cantonal de Piñas es el organismo rector del deporte en todo el Cantón Piñas y por ende en la urbe se ejerce su autoridad de control. El deporte más popular en la ciudad, al igual que en todo el país, es el fútbol, siendo el deporte con mayor convocatoria. Al ser una localidad pequeña en la época de las fundaciones de los grandes equipos del país, Piñas carece de un equipo simbólico de la ciudad, por lo que sus habitantes son aficionados en su mayoría de los clubes guayaquileños: Barcelona Sporting Club y Club Sport Emelec. También son populares: el ecuavóley, indor(variante del fútbol 7), baloncesto, pichirilos (vehículo sin motor de cuatro ruedas, funciona por gravedad o impulsado por fuerza humana). En la actualidad Piñas cuenta con un solo equipo de fútbol el Club ATV Piñas.
Las distintas instituciones impulsan el deporte realizando campeonatos dentro de la ciudad y el cantón. Además es común en los piñasienses el reunirse por iniciativa propia en los patios de las distintas instituciones educativas a realizar actividades deportivas, muchos de ellos forman equipos para disputar campeonatos sean estos de fútbol en el estadio municipal, baloncesto en el Coliseo de Piñas. El vóley lo suelen realizar en canchas públicas como la de La Tigrera, instituciones educativas como el Leovigildo Loayza Loayza, balnearios o sitios privados. En el Coliseo de Piñas además se realiza fútbol sala.